# 게오르크 힐마르
게오르크 힐마르(독일어: Georg Hillmar, 1876년 10월 10일 ~ 1911년 12월 12일)는 독일의 체조 선수이다. 그는 아테네에서 열린 1896년 하계 올림픽에 참가했다.
힐마르는 독일 체조 팀에 속했으며 단체 평행봉과 단체 철봉 종목에서 금메달을 땄다. 철봉, 평행봉, 도마, 안마 개인 종목에 출전했으나 성공을 거두지는 못했다.